# エフエムちゅうおう

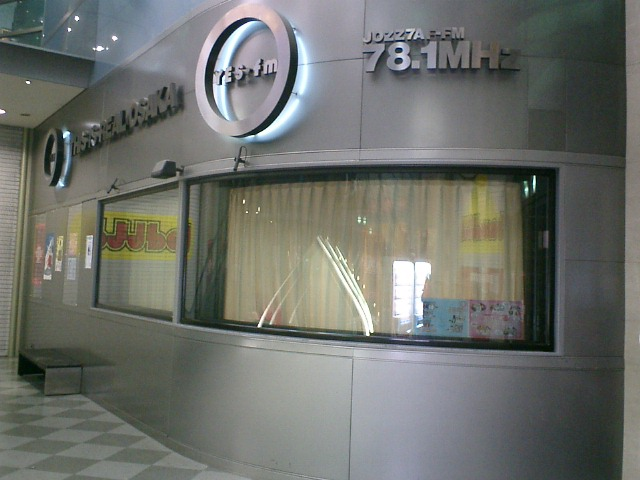
エフエムちゅうおうのオープンスタジオ「YES-fm 難波スタジオ」
（大阪市中央区）

株式会社エフエムちゅうおうは、大阪市中央区難波千日前に本社を置き、同区を放送エリアとするコミュニティ放送局である。

## 概要
大阪市中央区とその周辺地域で聴取可能なラジオ局。
会社設立及び開局時に吉本興業（以下、吉本とする）が関わっており、ステーションネームであるYES-fm（いえすえふえむ）のYESは「YOUR ENTERTAINMENT STATION」の略称。現在は経営母体が変わり、滋慶学園グループの株式会社滋慶が運営している。
前述の経緯により、開局以来、吉本興業大阪本社に所属するタレントがパーソナリティとして出演する番組を多数放送しており、時報前の時報告知でも吉本芸人が出ていたが、2018年10月より編成を新たに「ミナミのラジオ」として、朝の生放送を始めミナミの情報を届けるラジオ局となった。なお、NMB48やつぼみ大革命、よしもと漫才劇場出演の若手芸人などは現在も出演している。
周波数の78.1MHzは「難波で一番の情報基地を目指す（なんばで一番、ナニワイチバン）」というキャッチフレーズが使われることもある。

## 受信可能範囲
- 大阪市
  - 中央区、北区、浪速区、西区、天王寺区、阿倍野区、生野区、東成区、都島区、城東区など。
- 大阪市以外
  - 東大阪市、堺市、神戸市、香芝市（一部）、松原市（一部）、和歌山市（一部）

### 放送エリア外への配信
- 1999年よりUSEN（当時の社名は有線ブロードネットワークス）の有線放送「USEN440」を利用して、日本全国の加入者に向けて配信を行っており、同社の衛星放送「SOUND PLANET」でもサービスを開始、継続中である。
- インターネットでは番組ごとのオンデマンド配信を行っている他、開局15周年を期して2011年11月21日よりSimulRadioに参加し、自社制作番組についてはインターネットでもリアルタイム配信を行っている。
- 2018年7月からは、配信サービス・FMプラプラ（株式会社スマートエンジニアリング）を導入し、2019年4月にはダウンロード数が10,000、2020年2月には20,000を突破した。
- 2022年3月31日をもって、SimulRadio、ListenRadioでの配信を終了。インターネットでの聴取方法はFM++（FMプラプラ）のみとなる[3]。

## 放送スタジオ

### 現在
- YES･fm 難波スタジオ（本社スタジオ）
  - 本社のある「YES･NAMBAビル」地下1階に設けられたオープンスタジオ。開局時から使用されており、「ヨシモト*chatterbox!」の生放送及び事前収録（出演者のスケジュールの都合に合わせて時折行われる）が行われていたが、2014年4月以降は収録放送のみである。同じビルによしもと漫才劇場とNMB48劇場があり、普段から一定の賑わいがある。
- YES THEATERサテライトスタジオ
  - なんばグランド花月ビル1階に設けられたサテライトスタジオ。このスタジオからは、朝の情報番組「maido station」・昼の情報番組「maido＠station」、そして連日ゲストが登場する公開生番組「オンスト」を放送している。不定期ではあるが「つぼみ大革命のじゃんぐる♥レディOh！」なども放送している。

### 過去
- 千日前サテライトスタジオ（吉本興業本社1階）
  - NGKモータープール前、吉本本館1階に設けられたサテライトスタジオ。このスタジオからは「オンスト」を生放送していた。

- 長堀スタジオ（クリスタ長堀内）

## 番組編成
2024年10月時点。現在の放送時間は毎日9時から深夜2時であり、前述した朝の生ワイド「maido station」や吉本芸人出演の番組の他、アイドル番組、ミナミのディープな情報を届ける番組、ジャンルに拘った音楽番組などで構成されている。
なお、かつてはJ-WAVEを再放送していた時期もあった。

### 自社制作番組
- J-Hits MIX（火曜・水曜・金曜 18:00 - 19:00、木曜 18:30 - 19:00）
- YES・Music Box（月曜 18:05 - 18:45、水曜 20:00 - 21:00、木曜 20:30 - 21:00、金曜 20:00 - 21:00、金曜 22:00 - 24:00、土曜 - 日曜 11:00 - 14:00、土曜 17:00 - 17:30、日曜 22:00 - 22:30・23:00 - 24:00）
- The English Guide to MINAMI（月曜 - 金曜 8:00 - 9:00）
- THE BEATLES（月曜 - 金曜 9:00 - 10:00）
- maido station[4]（月曜 - 金曜 10:00 - 13:00、公開生放送・YES THEATERサテライトスタジオ）
- maido＠station[5]（月曜 - 水曜、金曜 13:00 - 15:00、公開生放送・YES THEATERサテライトスタジオ）
- ミナミdeおおきに[6]（木曜、13:00 - 15:00、公開生放送・YES THEATERサテライトスタジオ）
- オンスト[7]（月曜 - 金曜 16:00 - 18:00、公開生放送・YES-fm 難波スタジオ→千日前サテライトスタジオ→YES THEATERサテライトスタジオ）
- じゃんぐる・レディOh![8]（月曜 - 金曜 19:00 - 20:00）
- 24wagon[9]（月曜 - 金曜　24:00 - 25:00）
- 今、きみは…!（月曜 18:00 - 18:30）
- 夢の音楽工房 Y（月曜 18:30 - 19:00）
- 夫婦でオジャ漬け（月曜 22:00 - 23:00）
- Fun Fun Musical（月曜 23:00 - 23:30）
- Radio De STREET FESTA!（火曜 21:00 - 21:30）
- VoiceMaster 10min劇場（火曜 21:30 - 21:40）
- hills Music Factory（火曜 22:00 - 23:00）
- SNEEKER BLUES RECORDS presents TOP OF THE 近畿（火曜 23:00 - 00:00）
- いつかB'zに逢えるまで…（水曜 23:00 - 0:00）
- Dr. 竹迫のミュージック・クリニック（金曜 23:00 - 23:30）
- おきなわんアワー（土曜 2:00 - 08:00）
- PALLAS Salon Music Selection（土曜 - 日曜 9:00～10:00）
- The Symphony Time（土曜 10:00 - 11:00）
- IRIE SNOB+（土曜 14:00 - 15:00）
- Majiraji!（土曜 21:00 - 22:00）
- Seitoso Grand;maチャンネル（土曜 23:00 - 23:30）
- EARTH WIND&FIGHTERS（土曜 23:30～0:00）
- IRIE SNOB（土曜 24:00 - 24:56）
- ミナBAR（日曜 21:00 - 22:00）
- 日本語を学ぶ留学生の NOW Study in Japan! Radio Station（日曜 22:00 - 22:30）

## 出演中及び出演していた芸人・タレント一覧
2019年10月現在。

### 現在
- スナフキンズ（オンスト月曜）
- 隣人（オンスト火曜）
- 華山（オンスト水曜）※2022年4月24日に「エンペラー」から改名
- たくろう（オンスト木曜）
- 濱田祐太郎（オンスト金曜）
- ほずみ・ちかこ先生（オンスト金曜アシスタント）
- つぼみ大革命（じゃんぐる♥レディOh!火曜）
- 中野美来（NMB48、じゃんぐる♥レディOh!木曜）
- 出口結菜（NMB48、じゃんぐる❤︎レディOh!木曜）
- SO.ON project（大阪スクールオブミュージック専門学校高等専修学校生徒ユニット、じゃんぐる♥レディOh!木曜・金曜→水曜・金曜）
- SNOB（IRIE SNOB、IRIE SNOB+）
- 甲斐真里（いつかB'zに逢えるまで）
- 東哲平（maido station）
- 菊地朋美（maido station、ミナBAR）
- 大塚善章（夫婦でオジャ漬け）
- 斉田才（hills Music Factory）
- 酒井智加（maido@station）
- 田澤宏子（maido@station）
- ミユカ（maido@station）
- 倉田かな（maido@station）

### 過去
- 田津原理音（オンスト月曜）
- ビスケットブラザーズ（オンスト月曜）
- 令和喜多みな実（オンスト火曜）※2019年5月1日に「プリマ旦那」から改名
- 祇園（オンスト月曜)
- span!（オンスト月曜）
- ななまがり（オンスト月曜）
- ジャンクション（オンスト月曜）
- スーパーマラドーナ（オンスト月曜）
- アキナ（オンスト月曜）
- 男性ブランコ（オンスト月曜）
- コマンダンテ（オンスト月曜→水曜）
- 吉田たち（オンスト火曜→木曜）
- 土肥ポン太（オンスト金曜）
- テンダラー（ヨシモト*chatterbox!月曜）
- GAG少年楽団（ヨシモト*chatterbox!火曜、オンスト木曜）
- 天竺鼠（ヨシモト*chatterbox!水曜、オンスト金曜）
- ダイアン（ヨシモト*chatterbox!水曜）
- かまいたち（ヨシモト*chatterbox!木曜、オンスト火曜）
- モンスターエンジン（オンスト火曜）
- プラスマイナス（オンスト火曜）
- ウーマンラッシュアワー（オンスト火曜）
- ジャルジャル（オンスト火曜）
- 藤崎マーケット（オンスト水曜）
- ミサイルマン（オンスト水曜）
- 和牛（オンスト水曜）
- 銀シャリ（オンスト水曜）
- ソーセージ（オンスト水曜）
- タナからイケダ（オンスト水曜）
- ビーフケーキ（オンスト水曜）
- アイロンヘッド（オンスト木曜→水曜）
- 見取り図（オンスト水曜）
- 学天即（ヨシモト*chatterbox!水曜、オンスト木曜）
- 中張又張（オンスト木曜）
- 5upよしもと煌メンバー（週替わり、オンスト金曜）
- よしもと漫才劇場出演芸人（週替わり→月替わり、オンスト金曜）
- 高井俊彦（ヨシモト*chatterbox!木曜）
- 清水けんじ（ヨシモト*chatterbox!木曜）
- 吉田裕（ヨシモト*chatterbox!木曜→金曜）
- 仙堂花歩（ヨシモト*chatterbox!木曜）
- 森田まりこ（ヨシモト*chatterbox!金曜）
- 西代洋（ミサイルマン）（ヨシモト*chatterbox!金曜）
- 桜（ヨシモト*chatterbox!金曜）
- 桜 稲垣早希（ヨシモト*chatterbox!金曜）
- 加藤茉奈（ヨシモト*chatterbox!月曜アシスタント）
- 吉岡久美子（つぼみ大革命・シュークリーム、ヨシモト*chatterbox!火曜アシスタント）
- 福田麻貴（ヨシモト*chatterbox!木曜アシスタント）※一時期福田が諸事情で出演できない期間は杉山優華が代役として担当していた。
- DDプリンセス（じゃんぐる♥レディOh!土曜曜）
- 梅原真子（当時NMB48、じゃんぐる♥レディOh!月曜）
- 黒川葉月（当時NMB48、じゃんぐる♥レディOh!月曜）
- 大段舞依（当時NMB48、じゃんぐる♥レディOh!月曜）
- 照井穂乃佳（当時NMB48、じゃんぐる♥レディOh!月曜）
- 日下このみ（当時NMB48、じゃんぐる♥レディOh!火曜）
- 小林莉加子（当時NMB48、じゃんぐる♥レディOh!火曜）※足の怪我による休養期間中は、他のメンバーが代理で出演。
- 石塚朱莉（当時NMB48、じゃんぐる♥レディOh!火曜）
- 植田碧麗（当時NMB48、じゃんぐる♥レディOh!火曜）
- 中野麗来（当時NMB48、じゃんぐる♥レディOh!火曜）
- 松村芽久未（当時NMB48、じゃんぐる♥レディOh!火曜）
- 石田優美（NMB48、じゃんぐる♥レディOh!水曜）
- 林萌々香（当時NMB48、じゃんぐる♥レディOh!水曜）
- 高山梨子（当時NMB48、じゃんぐる♥レディOh!水曜）
- 川上千尋（NMB48、じゃんぐる♥レディOh!水曜）
- 磯佳奈江（当時NMB48、じゃんぐる♥レディOh!水曜）
- 西澤瑠莉奈（NMB48、じゃんぐる♥レディOh!水曜→月曜）
- 古賀成美（当時NMB48、じゃんぐる♥レディOh!月曜）
- 山尾梨奈（当時NMB48、じゃんぐる♥レディOh!木曜）
- 武井紗良（当時NMB48、じゃんぐる♥レディOh!木曜）
- 小嶋花梨（NMB48、じゃんぐる♥レディOh!木曜）
- 安田桃寧（NMB48、じゃんぐる♥レディOh!木曜）
- 清水里香（当時NMB48、じゃんぐる♥レディOh!木曜）
- 水田詩織（NMB48、じゃんぐる♥レディOh!木曜）
- 中川美音（NMB48、じゃんぐる❤︎レディOh!木曜）
- 河野奈々帆（当時NMB48、じゃんぐる❤︎レディOh!木曜）
- 菖蒲まりん（当時NMB48、じゃんぐる❤︎レディOh!木曜）
- KissBeeWEST（KissBeeWESTの夜ふかしシナイト）
- マルセイユ（WEST SIDE JUNK LUGH NEXT）
- ナードマグネット（WEST SIDE JUNK ROCK）
- ムノーノ=モーゼス（WEST SIDE JUNK ROCK）
- Easycome（WEST SIDE JUNK ROCK）
- 空きっ腹に酒（WEST SIDE JUNK ROCK）
- 間慎太郎（たとえばこんな立ちばなし）
- ミルクボーイ（ラジニュー水曜）
- 小寺真理（ラジニュー木曜）
- Re:Complex（ラジニュー金曜）
- ザ・プラン9（ザ・プラン9のとびだしNSC!）
- しより（つぼみ・シュークリーム、ザ・プラン9のとびだしNSC!アシスタント）
- 樋口みどりこ（つぼみ・ひぐちとえりか、ザ・プラン9のとびだしNSC!アシスタント）
- 堀川絵美（ザ・プラン9のとびだしNSC!アシスタント）
- 稲田美紀（ザ・プラン9のとびだしNSC!アシスタント）
- ゆりやんレトリィバァ（ザ・プラン9のとびだしNSC!アシスタント）
- Yes Happy!（Oh！二度漬けラジオ）
- KIDS（Growing up KIDS）
- 烏川耕一（Majiraji!内『烏川耕一の新喜劇ピュ〜!』）
- ブランケット（ブランケットのしおかぜマーケット）
- トライアングル（きょうの大福帳）
- 若井久美子（若井久美子のOh! Dreamin）
- 鈴木智貴（鈴木智貴のまにまにレディオ!）
- 佐野仁美（佐野仁美のIt's My Life）
- RINA（CROSS CULTURE RECORDSの関西軽音楽倶楽部大作戦）
- 津室玲奈（ミナカフェ）
- KissBeeWEST（KissBeeWESTの夜ふかしシナイト）

上記メンバー以外にも、同局の時報には若手芸人がランダムに登場する他、『Majiraji!』の1コーナー「ギャラ800円!」が若手芸人に門戸を開いている。また、同番組の1コーナー「烏川耕一の新喜劇ピュ～!」では、若手の新喜劇座員が多数出演している。